# Peter de Zwaan
Peter Johannes de Zwaan (Meppel, 17 augustus 1944) is een Nederlandse publicist en schrijver van vooral thrillers en kinderboeken.
Na zes maal genomineerd te zijn voor de Gouden Strop wist hij deze prestigieuze prijs in het jaar 2000 in de wacht te slepen met zijn boek Het alibibureau. Zijn thrillers worden gekenmerkt door een directe, harde stijl; De Zwaan beschrijft zijn hoofdpersonen, veelal kleine criminelen die opereren aan de rand van de maatschappij, op een dusdanige manier dat de sympathie van de lezer steevast uitgaat naar deze criminelen.
Als kinder- en jeugdboekenschrijver debuteerde De Zwaan medio jaren 70 met de serie Beer en Marc (4 delen) bij Uitgeverij De Fontein; begin jaren 80 verscheen bij Uitgeverij De Eekhoorn van zijn hand de serie Tijger Tigran (8 delen), waarna deze uitgeverij hem eind jaren 80 vroeg om de Bob Evers-serie van de in 1985 overleden Willy van der Heide voort te zetten. Alvorens De Zwaans eerste eigen Bob Evers-deeltje (deel 37, Superslag in een supermarkt) verscheen, voltooide hij twee onvoltooid gebleven manuscripten van Willy van der Heide, t.w. de delen 33 en 36; de in de jaren zeventig illegaal bij een concurrerende uitgeverij verschenen delen 34 en 35, die een wat moderner taalgebruik kenden, wist De Zwaan met succes binnen de bekende Bob Evers-formule te bewerken.
In 2003 is het vijftigste en (gedurende lange tijd) laatste Bob Evers-deel, Rumoer in een rustgebied, verschenen.
In 2008 begon De Zwaan met het publiceren van een nieuw Bob Evers-verhaal op zijn website als feuilleton; dit 51e Bob Evers-avontuur, Clandestiene streken op een cruiseschip, is in 2010 als boek gepubliceerd; het vervolg verscheen in 2013. Ook in de daaropvolgende jaren verschenen er Bob Evers-avonturen van zijn hand. 
Vanaf 2013 verschijnen De Zwaans boeken bij diens eigen uitgeverij, Zwarte Zwaan, naar eigen zeggen "de kleinste uitgeverij van Nederland, met maar één auteur".
Andere kinderboekenseries van De Zwaan zijn onder meer Dubbelspel, Watjeswereld, Toni en Teo, maar deze series hebben het succes van de Bob Evers-serie nooit kunnen evenaren.

## Boeken van Peter de Zwaan
Bob Evers-serie
- 33. Een zeegevecht met watervrees (1987, onvoltooid manuscript van Willy van der Heide), ISBN 9060563964
- 34. Bob Evers belegert Fort B (1988, bewerking van het oorspronkelijke werk van Willy van der Heide), ISBN 9060564138
- 35. Arie Roos als ruilmatroos (1988, bewerking van het oorspronkelijke werk van Willy van der Heide), ISBN 9060564146
- 36. Kloppartijen in een koelhuis (1989, onvoltooid manuscript van Willy van der Heide), ISBN 9060564154
- 37. Superslag in een supermarkt (1990), ISBN 9060564456
- 38. Een festival vol verwikkelingen (1991), ISBN 9060564839
- 39. Bouwbonje om een staalskelet (1992), ISBN 9060564944
- 40. Schermutselingen bij een zandafgraving (1993), ISBN 9060565010
- 41. Bakkeleien in een Berlijnse bios (1994), ISBN 9060565207
- 42. De stripman van Slubice (1995), ISBN 9060565525
- 43. Bizarre klussen met vakantiebussen (1996), ISBN 9060565681
- 44. Raadselrellen rond een rondreis (1997), ISBN 9060565762
- 45. Listige loeren in Las Vegas (1998), ISBN 9060565924
- 46. Feestelijke veldslagen in San Antonio (1999), ISBN 9060566009
- 47. Arie Roos als reserve-acteur (2000), ISBN 9060566416
- 48. Grof geschut op Schateiland (2001), ISBN 906056832X
- 49. Maxibotsing op een minibaan (2002), ISBN 9060568877
- 50. Rumoer in een rustgebied (2003), ISBN 9060569237 (speciale jubileumuitgave), ISBN 9060569245
- 51. Clandestiene streken op een cruiseschip (2008/2009, feuilleton op De Zwaans homepage; 2010 in druk), ISBN 9789045414720 (herdruk 2013), ISBN 9789082052329
- 52. Prijsschieten op een premiejager (2013), ISBN 9789082052329
- 53. Glorierijke missers in La Gloria (2014), ISBN 9789082052336
- 54. Dollemansrit met een Mighty Mite (2015), ISBN 9789082052343
- 55. De perikelen van kolonel Prins (2015), ISBN 9789082052350
- 56. Spektakelspel van Fons de Schilder (2016), ISBN 9789082052367
- 57. Smokkelspoor van Meneer Maik (2016), ISBN 9789082052374
- 58. De magistrale misverstanden van J. Masters (2017), ISBN 9789082052381
- 59. Ratzelraadsels bij het château de Faux (2017), ISBN 9789082052398
- 60. Schatgraven in een stationshal (2018), ISBN 9789082661217
- 61. Het preppaleis van de Holenman (2018), ISBN 9789082661224
- 62. De gouden greep van tante Ginny (2019), ISBN 9789082661255
- 63. Deining rond een drafbaan (2019), ISBN 9789082661262
- 64. Bliksemacties bij de Buurserbeek (2020), ISBN 9789082661279
- 65. Een opdracht van inspecteur Onge (2020), ISBN 9789082661286
- 66. Valstrikken in en om een Veluwse villa (2021), ISBN 9789082661293
- 67. De Laarzenvrouw van Lerwick (Het Groot Bob Evers Blunder en Blooper Boek) (2021), ISBN 9789083132501
- 68. Koude kunstjes in Sausalito (2022), ISBN 9789083132518
- 69. Costaklussen in Marbella (2022), ISBN 9789083132525
- 70. Met gestolen geld naar Gibraltar (2023), ISBN 9789083132549
- 71. Een postpakket voor Porto (2023), ISBN 9789083132556
- 72. Fietspompen voor een fortuin (2023), ISBN 9789083132563

-Bob Evers-verhalenbundels-
- 01. Botsingen met oude bekenden (2018), ISBN 9789082661231
- 02. Een trio en drie dubbele duo's (2019), ISBN 9789082661248

Beer en Marc-serie
1. 1974 - Smokkel over de groene grens, ISBN 9026111754
2. 1974 - Paniek op de gondelvaart, ISBN 9026111762
3. 1975 - Bromfietsjacht in de Staatsbossen, ISBN 9026111924
4. 1976 - Kloppartijen bij een openluchtspel, ISBN 9026111975

Tijger Tigran-serie
1. 1981 - Vrachtwagenroof, ISBN 9060563093
2. 1981 - Filmsabotage, ISBN 9060563107
3. 1981 - Hondenjacht, ISBN 9060563115
4. 1981 - Platenvervalsing, ISBN 9060563123
5. 1982 - Wijnzwendel, ISBN 906056314X
6. 1982 - Vliegtuigsmokkel, ISBN 9060563158
7. 1982 - Gokhallenrel, ISBN 9060563166
8. 1982 - Scheepsoproer, ISBN 9060563174

Tigran-serie (heruitgave Tijgerboek)
1. 1993 - Afpersers op de kermis (nieuw), ISBN 903970001X
2. 1993 - Jacht op de hondedieven (heruitgave van Hondenjacht), ISBN 9039700028
3. 1993 - De kunstvervalsers (nieuw), ISBN 9039700036
4. 1993 - De wapensmokkelaars (heruitgave van Vliegtuigsmokkel), ISBN 9039700044
5. 1993 - De filmsaboteurs (heruitgave van Flimsabotage), ISBN 903970029X
6. 1993 - Relschoppers in een gokhal (heruitgave van Gokhallenrel), ISBN 9039700303

Dubbelspel-serie
1. 1992 - Dubbelspel op Oléron, ISBN 9027431558
2. 1992 - Dubbelspel in Lodève, ISBN 902743154X
3. 1993 - Dubbelspel bij Annecy, ISBN 9027434034
4. 1993 - Dubbelspel in Cap d'Agde, ISBN 9027434026

Watjeswereld-serie
1. 1999 - Het geheim van Smart, ISBN 9070282534
2. 2000 - De ontdekking van Mascha, ISBN 9070282704
3. 2002 - De woede van Wino, ISBN 9076968098

Toni & Teo-serie
1. 2005 - De vierkante man, ISBN 9045410540
2. 2005 - Verwende krengen, ISBN 9045410559

Overige kinderboeken
1. 2001 - Inbrekers op bestelling, ISBN 9066923431
2. 2000 - Koerier van het kwaad, ISBN 9066922893
3. 2002 - Mijn rotvriend, ISBN 9070282291
4. 2009 - Mijn 51 dagen met Rooie Jim (onder het pseudoniem Hank Meijers), ISBN 9789086601059

Thrillers
1. 1992 - Dietz, ISBN 902742912X
2. 1992 - Samake, ISBN 9027430365
3. 1993 - Coon, ISBN 902743350X
4. 1996 - Rafels, ISBN 9027447594
5. 1997 - Een keel van glas, ISBN 902745647X
6. 1997 - De regels, ISBN 902746698X
7. 1998 - Buiten leven, ISBN 9027464502
8. 2000 - Het alibibureau, ISBN 9029067616
9. 2001 - De vrouwenoppasser, ISBN 9029069902
10. 2002 - De bemiddelaar, ISBN 9022531643
11. 2003 - De klusjesman, ISBN 902253507X
12. 2004 - Verknipt, ISBN 9022538478
13. 2005 - Hoerenjong, ISBN 9022541274
14. 2005 - De middelman, ISBN 9085690072
15. 2006 - De voeder, ISBN 9044509977
16. 2007 - Duivelsrug, ISBN 9789044510386
17. 2008 - De Charlsville jackpot, ISBN 9789023429142
18. 2008 - Kelly's 30.000, ISBN 9789023428886
19. 2009 - Een zaak van vrouwen, ISBN 9789023440277
20. 2010 - Voortvluchtig, ISBN 9789023458807
21. 2011 - De vuurwerkramp van Harmen Saliger, ISBN 9789023458258
22. 2011 - Zusjesliefde (onder het pseudoniem Lia Peters, d.i. Peter de Zwaan en zijn vrouw Lia Krijnen), ISBN 9789086601585
23. 2012 - De bruiloften van Annika Kommer, ISBN 9789023475279
24. 2013 - De loverman, ISBN 9789082052312
25. 2013 - Foutje in Pigeon Forge, ISBN 9789462320987
26. 2015 - Een keel van glas, ISBN 9789089757500
27. 2019 - Lenny the giant, ISBN 9789086603916
28. 2020 - Het hoofd van Little Levy, ISBN 9789086604142
29. 2022 - De meidenschuur, ISBN 9789464491159

Roman
1. 2003 - Vijftigers, ISBN 9076968195
2. 2014 - In mijn hoofd, ISBN 9789054293606

Cadeauboek
1. 2007 - Jeff Meeks en Rockne Paradise wensen u een voorspoedig 2008 (met Lia Krijnen)
2. 2017 - Kreukelzone, ISBN 9789082661200

Korte verhalen
1. 1998 - «Jan Prins als Bob Evers-fan» (op http://www.bobevers.nl/, niet in druk verschenen)
2. 2006 - «Een hekel aan water» (in de bundel Doorgeladen, ISBN 9789023419334)